# GIZA studio Masterpiece BLEND 2002
『GIZA studio Masterpiece BLEND 2002』（ギザ・ステューディオ・マスターピースブレンド・トゥーサウザンドツー）はGIZA studioからリリースしたコンピレーション・アルバム。

## 内容
- Masterpiece BLENDシリーズ第2弾は、累計26曲中6曲が倉木麻衣（Mai-K名義含む）の楽曲。前作に収録されてこの年に活動終了したNew Cinema 蜥蜴、rumania montevideo、4D-JAM、Les MAUVAIS GARÇONNES、吉田知加、長谷実果の楽曲は収録されていない。規格品番はGZCA-5025〜26。
- 収録アーティストの上原あずみの契約解除（契約違反）によって、本作はメーカーから回収され、現在廃盤になっている。

## 収録曲

### DISC1
1. Feel fine!（倉木麻衣）
作詞：倉木麻衣　作曲・編曲：徳永暁人
2. Deep Freeze（愛内里菜）
作詞：愛内里菜　作曲：輝門　編曲：AKIRA
3. 夢みたあとで（GARNET CROW）
作詞：AZUKI七　作曲：中村由利　編曲：古井弘人
4. dance（小松未歩）
作詞・作曲：小松未歩　編曲：大賀好修
5. 無色（上原あずみ）
作詞：上原あずみ　作曲：K's letters　編曲：徳永暁人
6. beginning dream（菅崎茜）
作詞：菅崎茜　作曲：大野愛果　編曲：大賀好修
7. It's for you（三枝夕夏 IN db）
作詞：三枝夕夏　作曲：川島だりあ　編曲：池田大介
8. CHANGE THE WORLD（RAMJET PULLEY）
作詞：麻越さとみ　作曲：間島和伸　編曲：小林哲・RAMJET PULLEY
9. stay young（the★tambourines）
作詞：松永安未　作曲・編曲：徳永暁人
10. grand blue（北原愛子）
作詞：北原愛子　作曲・編曲：徳永暁人
11. Love is a thrill, shock, suspense（大野愛果）
作詞：愛内里菜　作曲：大野愛果　編曲：大野愛果・nightclubbers
12. Ride on time（倉木麻衣）
作詞：倉木麻衣　作曲・編曲：徳永暁人
13. Secret of my heart〜U.S.A. Ver.〜（Mai-K（倉木麻衣））
作詞：倉木麻衣　作曲：大野愛果　編曲：ZOO

### DISC2
1. I can't stop my love for you♥（愛内里菜）
作詞：愛内里菜　作曲：川島だりあ　編曲：尾城九龍
2. スパイラル（GARNET CROW）
作詞：AZUKI七　作曲：中村由利　編曲：古井弘人
3. Give me one more chance（倉木麻衣）
作詞：倉木麻衣　作曲：大野愛果　編曲：DJ ME-YA
4. gift（小松未歩）
作詞・作曲：小松未歩　編曲：大賀好修
5. FLOWER（RAMJET PULLEY）
作詞：麻越さとみ　作曲：間島和伸　編曲：小林哲・RAMJET PULLEY
6. All For Your Love（WAG）
作詞：WAG　作曲：北浦正尚　編曲：大賀好修
7. wonder boy（the★tambourines）
作詞：松永安未　作曲：徳永暁人　編曲：大賀好修
8. POWER OF WORDS（愛内里菜）
作詞：愛内里菜　作曲：宝仙明伽音　編曲：KCP
9. スカイ・ブルー（GARNET CROW）
作詞：AZUKI七　作曲：中村由利　編曲：古井弘人
10. Tear Drop（上原あずみ）
作詞：上原あずみ　作曲：小澤正澄　編曲：小林哲
11. STRAY BEAST（岡本仁志）
作詞：AZUKI七　作曲・編曲：岡本仁志
12. DON'T WORRY BABY（倉木麻衣）
13. Feel fine!〜M-oz club mix〜（倉木麻衣）
Remix：小澤正澄